# Кастельно, Жак де
Жак де Кастельно-Боштель (фр. Jacques de Castelnau-Bochetel; ок. 1620 — 15 июля 1658, Кале), маркиз де Кастельно — французский военачальник, маршал Франции.

## Биография
Третий сын Жака де Кастельно-Боштеля (ум. 1647), барона де Жонвиля, и Шарлотты Руксель, внук дипломата Мишеля де Кастельно и генерала Пьера де Рукселя, правнук маршала Фервака, племянник маршала Грансе. Старшие братья Жака: Анри (ок. 1610—1627), барон де Жонвиль, убитый ядром при осаде Ла-Рошели, и Франсуа, барон де Мовисьер, убитый на дуэли в Париже.
Выйдя из академии в 1634 году, отправился добровольцем на войну в Голландию в роту своего родственника сьёра д’Отрива. Участвовал в обороне осажденного испанцами форта Сен-Филипп. Едва прибыв в крепость, вместе с частью гарнизона совершил вылазку и «вычистил траншею» (il nétoya la tranchée), убив пятьсот человек и заставив остальных снять осаду (4 мая 1635).
Участвовал в осаде Лувена, которую франко-голландская армия сняла 4 июля из-за нехватки припасов. Во время отступления отметился в различных мелких стычках.
Был при взятии графом Вильгельмом фон Нассау испанского форта Схенк 20 апреля 1636. По возвращении во Францию патентом от 10 июля набрал пехотный полк своего имени, которым командовал при осадах Корби, сдавшегося 10 ноября, и Ла-Капели, которую кардинал Лавалет отвоевал 21 сентября 1637. Преследуя гарнизон Камбре, попал в засаду близ этого города, под ним была убита лошадь, и он был взят в плен. Сбежал из Камбрейской цитадели, спустившись с бастионов и взобравшись на контрэскарп, после чего добрался до Като-Камбрези, откуда вернулся в Париж. При осаде Ле-Катле, отбитого у испанцев 14 сентября 1638, получил две мушкетные пули в свою кирасу.
При осаде Эдена, сдавшегося Людовику XIII 30 июня 1638, находясь в траншее, был ранен в плечо выстрелом из мушкета, но выбил противника из траншеи, убив немалое количество, включая командира, после чего намеревался преследовать беглецов и на их плечах ворваться в равелин. Восемь дней спустя во рву еще одна мушкетная пуля разбила ему ногу.
Вылечившись, в 1640 году под командованием графа дю Алье участвовал в осаде Санси и сопровождении крупного конвоя в осадный лагерь под Аррасом (1 августа). В следующем году участвовал в осаде Эра, капитулировавшего 26 июля. Охраняя траншеи, отразил две вылазки, отбросив противника обратно в город. В 1642 году получил приказ привести четырехтысячное подкрепление маршалу Гебриану в Германию, но в Кельне был сражен болезнью и вернулся во Францию для поправки здоровья.
В качестве компенсации за потерю полка, полностью разгромленного под Ротвайлем, после смерти маршала Гебриана Кастельно 4 февраля 1644 получил должность кампмейстер-лейтенанта Французского полка кардинала Мазарини (позднее Бретонского) и в тот же день чин «батального маршала» (maréchal de bataille).
В первый день Фрайбургского сражения, 3 августа, маркиз де Кастельно прорвался к частоколу ретраншемента, прикрывавшего вражеский редут, вырвал колья, изгнал неприятеля и уже овладел редутом, когда получил приказ герцога Энгиенского о начале атаки.
Во второй день сражения, 5 августа, бой продолжался с одиннадцати часов утра до семи вечера: маркиз со своим полком все время находился на расстоянии не далее пистолетного выстрела, получил пять попаданий из мушкета, был ранен в руку и скомандовал отход только после вторичного приказа герцога Энгиенского, который 9-го послал Кастельно с тысячей мушкетеров, чтобы навязать противнику бой, в результате которого баварцы бежали, бросив обоз и часть артиллерии. После Фрайбургского разгрома 9 сентября сдался Филиппсбург, затем ворота открыли Ландау, Вормс, Шпайер и Майнц.
3 августа 1645 в битве при Нёрдлингене взял деревню Алерхайм, которую оборонял противник. Имперская пехота укрепилась в домах и на уличных баррикадах, три сотни мушкетеров засели в церкви и на колокольне, а кирасирские роты защищали перекрестки. При штурме был убит имперский генерал Мерси, а Кастельно получил шесть попаданий из мушкета в корпус и броню, и под ним были убиты две лошади. Одна из пуль ударила справа в пах и через мочевой пузырь прошла в левое бедро. Рана казалась смертельной, но он выжил и 16-го был произведен в кампмаршалы.
Патентом от 14 марта 1646 набрал пехотный полк своего имени и служил в качестве кампмаршала при взятии Мардика 24 августа. Закрепившись на контрэскарпе, он отразил вылазку осажденных, получив два попадания в каску и кирасу. При осаде Дюнкерка, сдавшегося 7 октября, также удерживал штурмовую позицию на контрэскарпе.
В 1647 году ввел войска в Ла-Басе, которую намеревался осадить противник, и 10 июля стал там губернатором. В 1648 году переведен губернатором в Брест и 30 марта сложил командование полком кардинала.
При известии о намерении неприятеля осадить Фюрн Кастельно был направлен командовать группой войск в Приморской Фландрии под началом маршала Ранцау. Пока формировался отряд для помощи Дюнкерку, маркиз решил захаатить стражу из ста всадников и устроить засаду на дюнах. Противник, узнав о его планах от дезертира, приказал седлать всю свою кавалерию, выставив против Кастельно один эскадрон из сорока всадников. Чтобы облегчить себе отступление, Кастельно оставил сотню на возвышенности. Преследуя вражеский эскадрон, он взял нескольких пленных, загнав остальных за их линии. Увидев, что против него выступила тысяча конных, маркиз начал отступать мелким шагом, разворачиваясь против тех, кто подходил слишком близко. В дефиле он отбросил две сотни и на протяжении четырех лье неприятелю не удалось атаковать маркиза, вернувшегося в Дюнкерк с пленными.
В августе того же года атаковал и захватил аббатство Ле-Дюн, перешел канал, за которым стоял испанский корпус маркиза Сфондрати, заставил противника покинуть позицию и отступить под покровом ночи, после чего обложил Фюрн, сдавшийся 10 сентября. По окончании кампании распустил полк.
Генерал-лейтенант армии короля (12.09.1650). Во время Фронды служил в Гиени под командованием маршала Ламейере, затем отправился на осаду Ретеля, взятого маршалом дю Плесси 14 декабря. На следующий день участвовал в Ретельском сражении и 23-го получил Ирландский пехотный полк, вакантный после смерти Дюваля.
9 февраля 1651 был пожалован в рыцари орденов короля; 25 июня был направлен в Нидерланды в армию маршала Омона; повел в Гиень войска, которые подчинили Ла-Рошель, был послан в Анже, который капитулировал, затем маркиз поступил под командование Тюренна, захватил Ланьи и отвоевал Шато-Порсьен. В сентябре отказался от Ирландского полка и 5 декабря набрал кавалерийский полк своего имени, которым командовал до смерти. При осаде Вервена овладел предместьем. Город сдался в январе 1653. Был инженером и единственным генерал-лейтенантом Тюренна при осаде Музона, капитулировавшего 26 сентября. Обложил Сент-Мену, сдавшийся 26 ноября. Во время последней осады Кастельно овладел работами, фланкировавшими ров. Осажденные их отбили. Второй атакой маркиз снова их захватил и закрепился на бастионе, который успешно оборонял до конца осады. В одиночку руководил осадой Тана, овладел им, но был опасно ранен, прорываясь через палисад. Затем распустил войска на зимние квартиры и по приказу двора заключил соглашение с графом д’Аркуром, вернувшим Брайзах.
Под Аррасом командовал пехотным отрядом при атаке испанских линий 25 августа 1654, и под ним была убита лошадь. Внезапным нападением на Ле-Катле овладел Нижним городом, где перебил или взял в плен три вражеских полка.
В 1655 году взял Бовин, содействовал взятию Конде 18 августа, Сен-Гилена 25-го. Был назначен оборонять эти города и получил главное командование в Эно. До конца кампании разбил несколько испанских частей и захватил большой конвой, направлявшийся в Валансьен.
Королевским приказом 6 июня 1656 был назначен командующим Фландрской армией в отсутствие маршала Тюренна, с подчинением ему остальных генерал-лейтенантов. Провел тридцать полных ночей в траншеях под Валансьеном, осажденным 15-го. Там его шляпа была пробита мушкетной пулей. Еше одну пулю получил при осаде Ла-Капели, которую граф де Шамийи взял 27 сентября.
Командовал участком при осаде Сен-Венана, сдавшегося 27 августа 1657. 13 сентября взял Ла-Мот-о-Буа, затем форт Анюэн. При осаде Мардика, сдавшегося 3 октября, во главе Пикардийского полка атаковал контрэскарп.
В ходе осады Дюнкерка, обложенного в ночь с 4 на 5 июня 1658, участвовал во всех штурмах и осадных работах. В битве на дюнах 14-го командовал левым крылом армии, разгромил испанскую кавалерию и согнал ее с дюны; атаковав два эскадрона, одним из которых командовал герцог Йоркский, отбросил их, выручив батальон английской пехоты, который овладел дюной и ударил по испанцам, заставив три их батальона положить оружие. Лошадь маркиза была дважды ранена из мушкета. Он вернулся в лагерь под Дюнкерком, затем овладел фортом Леон, где провел необходимые оборонительные работы. Желая лучше обеспечить занятую позицию, маркиз 16-го предпринял пешую рекогносцировку и получил мушкетную пулю в левый бок, не защищенный панцирем. На лошади его доставили в Дюнкерк, а когда пулю не удалось извлечь, перевезли в Кале. 30 июня в Мардике Людовик XIV произвел Кастельно в маршалы Франции, что было зарегистрировано в Коннетаблии 12 декабря. Маркиз умер от раны 15 июля, «не успев стать рыцарем орденов, к большому огорчению короля и всей Франции».
Останки были перевезены в Бурж и погребены в якобинской церкви. Жизнеописание маршала было помещено Ле-Лабурёром в конце первого тома издания мемуаров Мишеля де Кастельно.

## Семья
Жена (март 1640): Мари Жирар (ум. 19.07.1696), дочь Пьера Жирара, сеньора д’Эпине под Сен-Дени, и де Ла-Бюзардьер, штатного королевского дворцового распорядителя
Дети:
- Мари-Мадлен (ок. 1644 — октябрь 1656, аббатство Гомерфонтен)
- Мишель (1745—2.12.1672), маркиз де Кастельно. Губернатор Бреста, кампмейстер кавалерийского полка. Умер в Утрехте от раны, полученной при атаке Амейдена. Жена: Луиза-Мари Фуко, дочь маршала Франции Луи Фуко, графа дю Доньона, и Мари Фурре де Дампьер
- Мари-Шарлотта (1648—29.01.1694). Муж: герцог Антуан-Шарль де Грамон (1641—1720)